# 阿拉奎·考克斯
阿拉奎·考克斯（英語：Alaqua Cox，1997年2月13日—），美國原住民女演員，知名於Disney+影集《鷹眼》（2021年）飾演漫威電影宇宙中的瑪雅·洛佩茲／迴聲，之後於該衍生影集《迴聲》（2024年）擔任主角。

## 早期生活
阿拉奎·考克斯出生於威斯康星州梅諾米尼印第安人保留地，艾琳娜（Elena）和比爾·考克斯（Bill Cox）之女，出生即耳聾，屬梅諾米尼和莫希干民族。她有三個兄弟姐妹：威爾（Will）、喬丹（Jordan）和凱蒂（Katie）。就讀威斯康星聾人學校，2014年至2015年加入學校的女子籃球隊和排球隊。

## 職業生涯
考克斯2020年12月3日在Disney+影集《鷹眼》（2021年）詮釋漫威電影宇宙中的瑪雅·洛佩茲／迴聲，這也是影視出鏡首作。聾人活動家奈爾·迪馬科和許多其他人對此演員陣容表示讚賞。她之後更在衍生影集《迴聲》中擔任主角。對於迴聲推出衍生影集，2021年6月，迴聲的原作創作者大衛·W·梅克感謝考克斯作為聾人和土著青年的代表：「我為美國國務院工作的過程中，曾在非洲、亞洲和歐洲聾人學校任教，和學生們都喜歡迴聲並為此感到開心。」
考克斯在漫威的《鷹眼》紅毯首映式上向《綜藝》記者表示：「太瘋狂了，就像我在《鷹眼》中演到一生以來的第一個角色，現在竟然有了自己的節目，」「我很高興獲得支持並得以為聾人社區發聲，雖然不知道他們為何給我這個機會，但我對此機會相當感激。我們希望獲得這種平等並讓更多人加入行列。」她還告訴迪士尼雜誌《D23》，傑瑞米·雷納和海莉·史坦菲德都努力學習一些美國手語（ASL）以便能更輕鬆地與自己交流，「身為聾人，這對我來說意義重大。他們努力學習基本的ASL以與我交流是件好事。」

## 個人生活
2023年母親節，考克斯宣布將與伴侶迎來一名男嬰。男孩於當年10月出生。

## 作品列表

### 電視
| 年份 | 標題     | 角色              | 附註      |
| ---- | -------- | ----------------- | --------- |
| 2021 | 《鷹眼》 | 瑪雅·洛佩茲／迴聲 | 主演；5集 |
| 2024 | 《迴聲》 | 瑪雅·洛佩茲／迴聲 | 主演      |

## 外部連結
- 阿拉奎·考克斯在互联网电影资料库（IMDb）上的資料（英文）